# Chester Hazlett
Chester Hugo 'Chet' Hazlett (Park, Greene County (Indiana), 7 november 1891 – Turners Falls, Franklin County (Massachusetts), 11 april 1974) was een Amerikaanse jazzmuzikant die klarinet en saxofoon speelde.

## Loopbaan
Hazlett werkte vanaf de jaren twintig in het orkest van Paul Whiteman, daarnaast werkte hij mee aan plaatopnames van Henry Busse (1925) en Frankie Trumbauer (1928). In 1924 was Hazlett de klarinetsolist bij de eerste opvoering van George Gershwins Rhapsody in Blue in de Aeolian Hall. Onder eigen naam (Chester Hazlett of the Paul Whiteman Orchestra) nam hij in 1929 voor Columbia Records de schellakplaat To a Wild Rose / Valse Inspiration op. In de jaren dertig speelde hij in de studioband van het platenlabel ARC. Hij werkte tot 1942 samen met Dick Powell, de Boswell Sisters ("Sophisticated Lady“, 1933), Jack Teagarden, Chick Bullock, Victor Young, Dorsey Brothers Orchestra, Smith Ballew, Maxine Sullivan en het Victor "First Nighter“ Orchestra. In de jazz was hij van 1925 tot 1962 betrokken bij 115 opnamesessies, de laatste met Joe Glover and His Collegians.